# Роза (фильм, 1979)
«Роза» (англ. The Rose) — американский драматический фильм 1979 года режиссёра Марка Райделла, дебютная роль Бетт Мидлер в кино. Фильм основан на жизни рок-исполнительницы Дженис Джоплин. Картина номинировалась на премию «Оскар» в четырёх категориях.

## Сюжет
Действие происходит в 1969 году, Мэри Роуз Фостер — рок-звезда, измученная жизнью, которую она ведет, она наркоманка и алкоголичка. Однажды она встречает Хастона Дайера, он всеми силами пытается спасти певицу от всего этого. Однако её менеджера интересует лишь прибыль, а не здоровье певицы, в том числе и душевное, поэтому он пытается всячески помешать Дайеру. В день концерта, от которого зависит судьба Розы, она выбирает сцену, а не любовь.

## В ролях
- Бетт Мидлер — Мэри Роуз Фостер (Роза)
- Алан Бейтс — Радж Кэмпбелл
- Фредерик Форрест — Хастон Дайер
- Гарри Дин Стэнтон — Билли Рэй
- Барри Праймус — Дэннис
- Дэвид Кит — Pfc. Mal
- Сандра МакКейб — Сара Уиллингем
- Уилл Хэр — Леонард
- Джеймс Кин — Сэм
- Дорис Робертс — Миссис Фостер
- Дэнни Вейс — Дэнни
- Стив Хантер — гитарист
- Сильвестр — дрэг-квин
- Майкл Грир — конферансье

## История создания

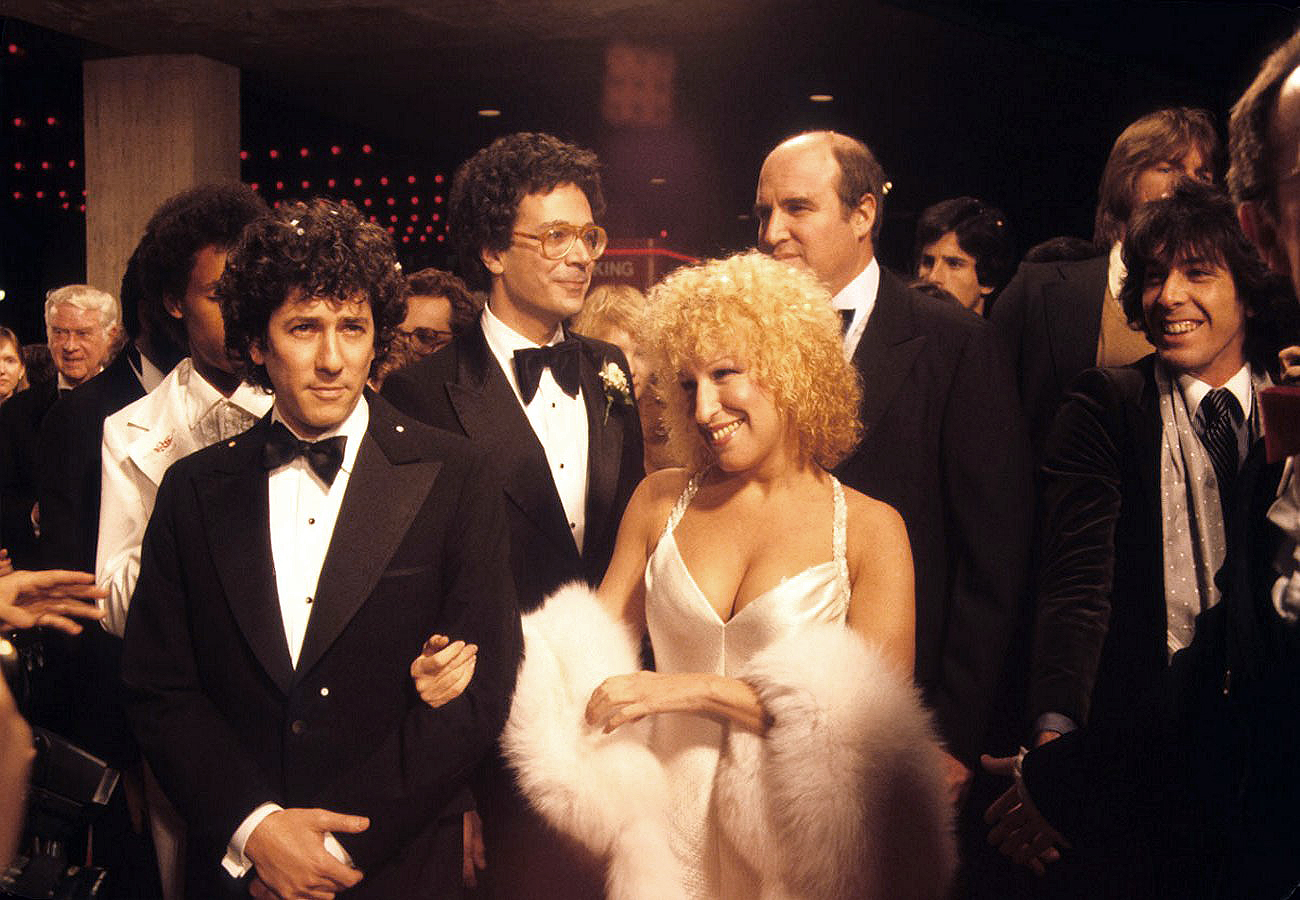
Питер Ригерт и Бетт Мидлер на премьере фильма

В 1973 году Билл Керби предлагает кинокомпании сценарий байопика о Дженис Джоплин под названием «Жемчужина» (такое прозвище получила Джоплин после выпуска альбома Pearl). Однако семья певицы, узнав о планах снять фильм о Дженис, была решительно против продажи прав на историю её жизни. Керби совместно с Бо Голдманом пришлось кардинально переработать сценарий, убрав все отсылки к Джоплин.
В 1978 году к проекту присоединяется Бетт Мидлер, это был её дебют в кино, до этого она принимала участие только в телевизионных комедийных постановках. Она также исполняла все песни для фильма самостоятельно.
Первоначально режиссёрское кресло переложили Кену Расселлу, однако он отказался от участия в проекте в пользу работы над фильмом «Валентино», позднее он назвал это решение своей большой ошибкой. Также место режиссёра мог занять Майкл Чимино, но он также отказался, начав работу над фильмом «Врата рая», однако в сценарий позднее были внесены некоторые предложения Чимино.

## Критика
На портале Rotten Tomatoes фильм имеет 80 % рейтинга «свежести», основанных на 15 рецензиях.

## Награды и номинации
| Премия           | Категория                                     | Номинант                                                       | Результат |
| ---------------- | --------------------------------------------- | -------------------------------------------------------------- | --------- |
| «Оскар»          | Лучшая женская роль                           | Бетт Мидлер                                                    | Номинация |
| «Оскар»          | Лучшая мужская роль второго плана             | Фредерик Форрест                                               | Номинация |
| «Оскар»          | Лучший монтаж                                 | Роберт Л. Вулф, Кэрролл Тимоти О'Мира                          | Номинация |
| «Оскар»          | Лучший звук                                   | Теодор Содерберг, Дуглас О. Уильямс, Пол Уэллс, Джеймс Э. Уэбб | Номинация |
| «Золотой глобус» | Лучший фильм — комедия или мюзикл             | «Роза»                                                         | Номинация |
| «Золотой глобус» | Лучшая женская роль — комедия или мюзикл      | Бетт Мидлер                                                    | Победа    |
| «Золотой глобус» | Лучшая мужская роль второго плана — Кинофильм | Фредерик Форрест                                               | Номинация |
| «Золотой глобус» | Лучшую песня                                  | «The Rose»                                                     | Победа    |
| «Золотой глобус» | Лучший дебют актрисы                          | Бетт Мидлер                                                    | Победа    |
| BAFTA            | Лучшая женская роль                           | Бетт Мидлер                                                    | Номинация |
| BAFTA            | Лучший звук                                   | Теодор Содерберг, Дуглас О. Уильямс, Пол Уэллс, Джеймс Э. Уэбб | Номинация |
| «Сезар»          | Лучший иностранный фильм                      | Марк Райделл                                                   | Номинация |
| NSFC             | Лучшая мужская роль второго плана             | Фредерик Форрест                                               | Победа    |